# Élise Mansot
 (décembre 2019).
Élise Mansot (ou Élisem) est une illustratrice et peintre française née en 1977.

## Biographie
Élise Mansot est née en 1977 près de Lyon.
Elle travaille ponctuellement sur des illustrations pour des institutions comme le musée de la Musique ou la Philharmonie de Paris.

## Ouvrages
Elle a illustré et écrit de nombreux livres. Son univers est poétique, joyeux et onirique. Elle utilise notamment des motifs naïfs qui témoignent d’un attrait pour l’art folklorique traditionnel. Ses pistes de recherches sont multiples : dessin naturaliste (faune, flore, minéraux) travail de la matière et des couleurs (huile, gouache, acrylique, pastels gras) curiosités textiles où se mêlent dessin sérigraphié sur tissu, broderie et feuille d’or. L’émerveillement au contact de la nature est sa principale source d’inspiration,,.

### Illustratrice
- Luan Alban, Dis-moi, c'est comment, Belin, 2011  (ISBN 978-2701156897)
- Hans Christian Andersen, La petite Poucette, Desclée de Brouwer, 2003  (ISBN 978-2220052823)
- Anne-Sophie Baumann, Les trois petits cochons, Hatier Jeunesse, 2013
- Christine Beigel, La tour Eiffel attaque : Robert Delaunay, L'Élan Vert, 2014  (ISBN 978-2844553089)
- Sophie de Brisoult, Sophie Furlaud, Pour te dire que la vie est belle, Bayard Jeunesse, 2017
- Pierre Coran, Natura et les chevaliers des quatre saisons, L'Élan Vert, 2009,  (ISBN 978-2844551351)[7]
- Sophie Couder, Ah non, pas eux !, 2012
- Géraldine Elschner, Le petit cheval bleu, L'Êlan Vert, 2015,  (ISBN 978-2240035714)[8]
- Jacob Grimm, Wilhelm Grimm, Blanche-Neige, Magnard Jeunesse, 2005  (ISBN 978-2210989658)
- Gérard Haddad, La prière d'Hanna, Desclée de Brouwer, 2002  (ISBN 978-2220051031)
- Claude Heft,On écoute les parents, Desclée de Brouwer, 2004  (ISBN 978-2220055022)
- Claude Heft, Le secret de la fée, Desclée de Brower, 2002  (ISBN 978-2220051291)
- Caroline Laffon, Martine Laffon, Trop, c'est trop !, De la Martinière, 2013,  (ISBN 978-2732455662)
- Caroline Laffon, Martine Laffon, Katsi - Gardons le sourire !, De la Martinière, 2013  (ISBN 978-2732455471)
- Caroline Laffon, Martine Laffon, Katsi - Y a toujours des solutions !, De la Martinière, 2012  (ISBN 978-2732449753)[9]
- Caroline Laffon, Martine Laffon, Katsi - Restons calme !, De la Martinière, 2012  (ISBN 9782732449760)[10]
- Caroline Laffon, Martine Laffon, Raté, mais pas grave ! Katsi, De la Martinière, 2012  (ISBN 978-2732449777)
- Orianne Lallemand, Dans mon petit cœur il y a..., Paris, Gautier-Languereau, 2019
- Véronique Massenot, Voyage sur un nuage (2008) L'Élan vert, 2008  (ISBN 978-2844551214)
- François Michel, Les climats de la Terre, Belin, 2010   (ISBN 978-2701153445)
- Anne Montange, Agathe et le secret de l'aurore, Actes Sud Junior, 2002 (ISBN 978-2742738564)
- Anne Montange (Narrateur),David Reinhardt, Richard Manetti, Costel Nitescu (Musiciens), Babik, l'enfant du voyage, Actes Sud Junior, 2009  (ISBN 978-2742785315)
- Catherine Moreau, La ballade de papa (2013) L'Élan vert, 2013  (ISBN 978-2844552679)
- Catherine Moreau, Le m de maman, L'Élan vert, 2017  (ISBN 978-2844554567)[11]
- Alain Rey, Des mots magiques !, Desclée de Brouwer, 2003  (ISBN 978-2220052830)
- Lucie Streiff-Rivail, Notre regard a 5 000 ans, Actes Sud junior, 2010  (ISBN 978-2330013431)
- Martin Winckler, Le petit garçon qui ne trouvait pas le sommeil, Gautier-Languereau, 2007  (ISBN 978-2013914338)
- Laure Urgin, Aimata et le secret des tambours, Actes Sud junior, 2011  (ISBN 978-2330000707)[12]

## Expositions
- Au Pays du soleil levant[2]
- Le Pont des Arts[2]
- 2018 : Regards croisés, avec David Mansot, INSA, Lyon[6]
- 2019 : Cabanes en paysage au fil des songes, avec David Mansot, Le Grand Séchoir, Vinay[13]
- 2021 : 
  - Au fil du dessin, exposition collective, Galerie Eko Sato, Paris[14]
  - Laniakea#1, exposition collective, Espace Atelier Alfred Boucher / La Ruche